# Maria Belgia de Portugal
Maria Belgia de Portugal fut une princesse en exil, fille du prince Emmanuel de Portugal, et petite-fille de Guillaume le Taciturne. Sa mère Émilie d’Orange-Nassau, en raison de sa foi réformée, s’était réfugiée avec ses enfants à Genève et au Pays de Vaud, où elle avait acheté en 1627 la seigneurie et le château de Prangins. Toutes deux reposent dans la chapelle du Portugal, à la cathédrale de Genève.